# Miami (Nuovo Messico)
Miami è una comunità non incorporata degli Stati Uniti d'America della contea di Colfax nello Stato del Nuovo Messico.
Miami è ubicata sulla State Road 21 e si trova tra Springer e Sunny Side. La comunità comprende circa 6 case e 8 ranch. L'area si trova circa 8 miglia (13 km) a sud-est del campo base del Philmont Scout Ranch, ma dista solo 4 miglia (6,4 km) dal campo sito di Rayado.
Miami deve il suo nome ai fondatori che provenivano da Miami, nell'Ohio, e originariamente si chiamava «Miami Ranch».  Il lago Miami, un lago artificiale privato, situato appena fuori dalla State Road 21, sei miglia (10 km) ad ovest della comunità, faceva parte del Miami Project della Farmers Development Company che acquistò 20 000 acri (81 km²) nell'area nel 1906.